# Ansambel Roka Žlindre

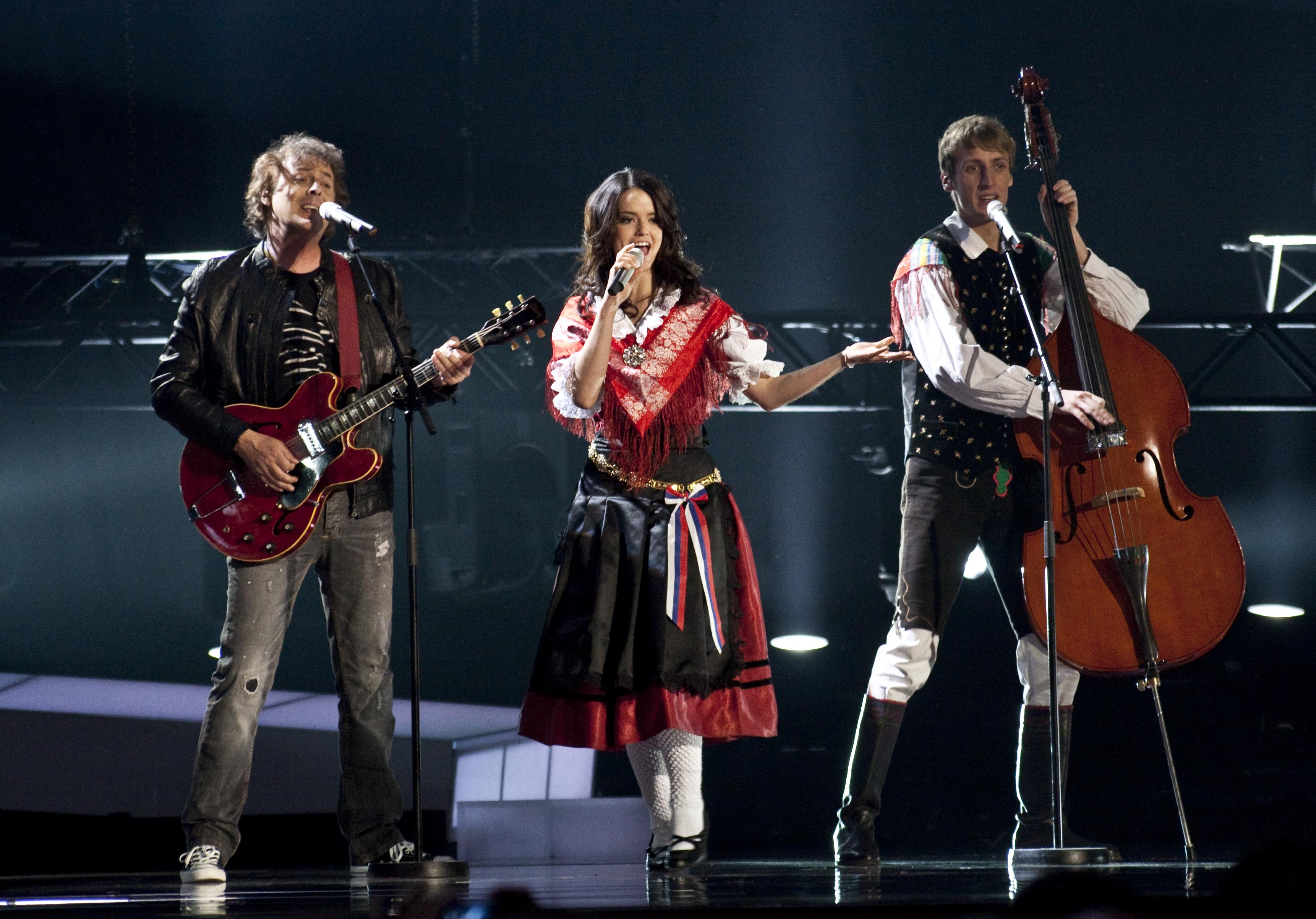
Nejc Drobnič, Barbara Ogrinc, Rok Modic

Ansambel Roka Žlindre este un ansamblu muzical din Slovenia denumit după Rok Žlindra. El împreună cu formația Kalamari a câștigat finala concursului național al Sloveniei pentru determinarea reprezentantului ei la Concursul Muzical Eurovision 2010 cu melodia „Narodnozabavni rock”.